# Fritz Osswald

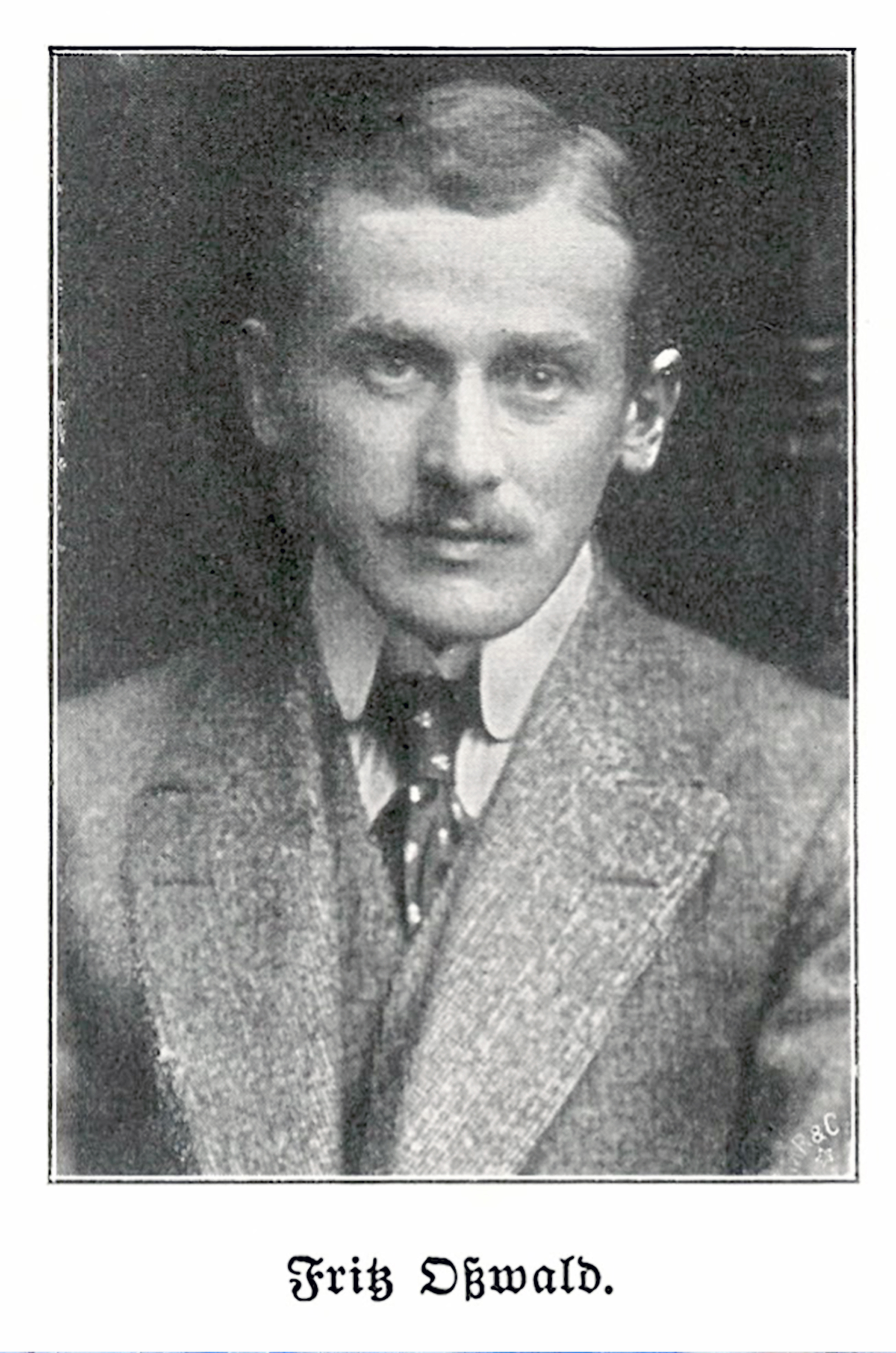
Fritz Osswald (1913)

Fritz Osswald, eigentlich Friedrich Osswald (* 23. Juni 1878 in Zürich; † 24. August 1966 in Starnberg), war ein Schweizer Maler des deutschen Impressionismus im 20. Jahrhundert.

## Leben
Der Schweizer Staatsbürger Fritz Osswald, Sohn des Bildhauers Albert Osswald, verbrachte seine Kindheit und Grundschulzeit in Zürich und Winterthur. Er besuchte zunächst die Kunstgewerbeschule Zürich und die Kunstgewerbeschule München und studierte in den Jahren von 1898 bis 1906 an der Akademie der bildenden Künste München als Schüler von Wilhelm von Diez und Nikolaus Gysis. Ab 1904 war er Mitglied der Münchner Secession und stellte seine Bilder im Glaspalast aus. In den Jahren 1907 und 1908 hielt er sich mit seiner Ehefrau Elsbeth, geborener Leopold, in Italien auf. 1908 wurde seine Tochter Agnes Hildegard, genannt Hilla, geboren.
Der Künstler reiste oft zwischen Italien, Österreich, Niederlande, Schweiz, der Nordsee und Ostsee, und wurde nach einer Ausstellung seiner Werke in der Kunsthalle Darmstadt im Jahre 1913 an die Darmstädter Künstlerkolonie für die Gebiete der Malerei und Flächenkunst berufen. Mit Frau und Tochter sowie dem Maler Hanns Pellar wohnte er im Anwesen Olbrichweg 16 in Darmstadt (das Gebäude wurde bei den Luftangriffen am 11. September 1944 zerstört). Zur vierten Ausstellung der Darmstädter Künstlerkolonie im Jahre 1914 stattete er im Auftrag des Unternehmenschefs Alfred Feist-Belmont (1883–1945) die Sekthalle der Firma Feist mit dekorativen Wandgemälden aus und zeigte Landschaftsbilder und Porträts.
Zum Ausbruch des Ersten Weltkriegs im Jahre 1914 wurde Osswald zum Schweizerischen Militärdienst einberufen, wurde aber noch während des Kriegs beurlaubt und konnte wieder nach Darmstadt an die Künstlerkolonie zurückkehren.
Für seine Landschaftsbilder bereiste er die Umgebung Darmstadts und die Bergstraße. In diesen Jahren malte er ebenso Bilder von Industriewerken im Rheinland und Blumenstillleben. Die Literatur gehörte neben der bildenden Kunst zu seinen großen Leidenschaften – von einer ansässigen Buchhandlung bekam er während seiner Tätigkeit in Darmstadt Neuerscheinungen der damals als fortschrittlich geltenden Schriftsteller und setzte sich intensiv mit den zeitgenössischen Kunstzeitschriften auseinander.
Im Jahr 1918 ging Fritz Osswald in die Schweiz zurück und eröffnete in Horgen am Zürichsee ein Atelier. 1922 ging er zurück nach Starnberg bei München, wo er bis zu seinem Tod im Jahr 1966 ansässig war.
Osswald war Mitglied des Reichsverbands bildender Künstler Deutschlands. Seine frühe Bekanntheit drückt sich in dem Einsatz für den später deutlich erfolgreicheren Franz Marc aus, um im Frühjahr 1909 zu erreichen, dass die beiden einflussreichen Kunsthändler Justin Thannhauser und Franz Josef Brakl einige von Marcs Werken kauften und Brakl ihm für das kommende Frühjahr in seiner Kunsthandlung eine Ausstellung seiner Werke in Aussicht stellte.

## Werk
Der Landschaftsmaler Fritz Osswald fand seine Motive im täglichen Lebensumfeld und auf Reisen. Nach seiner Darmstädter Zeit ab 1918 widmete er sich fast ausschließlich alpinen Szenen oder ließ sich von Stimmungen des Voralpenlandes inspirierten. Früh entwickelte er seine Leidenschaft für die winterliche Natur: „die Entdeckung des Gefühls, des Fühlens von Schnee“. Tatsächlich fühlt „sich der Betrachter der Bilder plötzlich ganz allein der unendlichen Natur ausgesetzt, die so still und kalt daliegt und gleichzeitig so lebendig und kraftvoll erscheint“. Osswald „bringt streng naturalistisch aufgefasste Landschaften, unter denen besonders die Schneebilder durch ihre feine Stimmung hervorragen … deren jede einzelne erfreulich ist in der Malerei der lockeren Schneedecke mit entzückenden blauen Schatten oder goldigem Wintersonnenschein, in kaltklarer oder schummriger Winterstimmung.“
Es sind unter anderen folgende Werke von Fritz Osswald bekannt (in alphabetischer Aufstellung):
- Akt und Mann schweben davon
- Alpengletscher
- Am Albulapass (Engadin)
- Am Staffelsee, 1913
- Birken
- Birken am Wasser
- Birken im Schnee, 1912
- Blick vom Schneefernerhaus auf der Zugspitze
- Blick von Braunwald gegen Hausstock
- Blick von Braunwald gegen Tödi
- Eiger
- Engadin im Winter
- Feldblumen
- Fingerhut und Pfingstrosen
- Flieder
- Forsthaus
- Haus in Darmstadt, 1913
- Letzter Schnee, 1910
- Loisachtal
- Madonna del Sasso
- Maria Gern (bei Berchtesgaden)
- Matterhorn vom Riffelsee
- Morgenstimmung am Starnberger See
- Münchner Bahnhof
- Murnau
- Neuschnee
- Oberbayerische Winterlandschaft
- Pagodenburg
- Pause bei der Ernte
- Pic Enneigé
- Piz Bernina im Winter, 1917
- Wiesenbach
- Wiesenblumen
- Winter
- Winter am Starnberger See
- Winter im Hochgebirge
- Winter im Karwendelgebirge
- Winterlandschaft
- Winterlandschaft bei Tarasp (Graubünden)
- Winterlandschaft mit Birken
- Winterlich verschneite Straßenszene
- Winterliche Allee
- Winterliche Flusslandschaft mit Birken
- Winterliche Moorlandschaft im Vorfrühling
- Wintertag am Starnberger See
- Wintertag bei Mittenwald
- Zugspitze
- Zugspitze und Alpspitze vom Kranzberg[9]

## Einzel- und Sammelausstellungen
- 1904: München, Münchner Secession
- 1905: Zürich, Künstlerhaus
- 1906: München, Glaspalast
- 1906: Zürich, Nationale Kunstausstellung der Schweiz
- 1909. Le Locle/Schweiz, Société Suisse des Beaux Arts[10]
- 1910: Leipzig, Erste Jahresausstellung
- 1910, 1929, 1936: München, Galerie Heinemann
- 1922: München, Galerien Brakl und Thannhauser
- 1936: München, Stadtgalerie
- 1952, 1954, 1956: München - Haus der Kunst
- 1977: Darmstadt, Landesmuseum/Mathildenhöhe
- 1979: Fürstenfeldbruck, Klostergalerie
- 2006: Starnberg, Kreissparkasse und Stadtgalerie[11]
- 17. Dezember 2013 bis 31. Januar 2014: L’école des Italiens - Museo Immaginario in Domodossola[12]
- 29. Mai bis 2. Oktober 2016 Ausstellungen Il senso della neve (Der Sinn des Schnees) und La Galleria Heinemann presenta Fritz Osswald in Domodossola in der Casa de Rodis.[13][14]
- 1. Juli bis 1. Oktober 2017 Ausstellung Il senso della neve (Der Sinn des Schnees)[15] in Cles in der Palazzo Assessorile.